# Unioninkatu
Unioninkatu (en suédois : Unionsgatan) est une rue du centre historique d'Helsinki en Finlande.

## Description
La rue s'étend de la colline de l'observatoire jusqu'au pont Pitkäsilta sur 1,5 km.
Sa partie méridionale jusqu'à l'Esplanadi est située dans le quartier de Kaartinkaupunki, sa partie septentrionale est à la frontière de Kruununhaka et de Kluuvi.
Avec Siltasaarenkatu, Unioninkatu forme  l'axe de l'union.

## Lieux et bâtiments
Les lieux et bâtiments suivants sont en bordure d'Unioninkatu:
| No | Ouvrage                                       | Image |
| -- | --------------------------------------------- | ----- |
| 1  | Église allemande d'Helsinki                   |       |
| 2  | Lycée normal suédois                          |       |
|    | Place du Marché d'Helsinki                    |       |
| 23 | Maison Aschan                                 |       |
| 26 | Unioninkatu 26                                |       |
| 27 | Maison Kiseleff                               |       |
| 28 | Galerie de Kluuvi                             |       |
| 30 | "Wuorio"                                      |       |
| 31 | Église de la Sainte-Trinité d'Helsinki        |       |
|    | Place du Sénat                                |       |
| 34 | Bâtiment principal de l’Université d’Helsinki |       |
| 36 | Bibliothèque nationale de Finlande            |       |
| 37 | Vanha klinikka                                |       |
| 40 | Metsätalo                                     |       |
| 45 | Unioninkatu 45.                               |       |

## Rues croisées du Sud au Nord et lieux
- Bernhardinkatu
- Eteläinen Makasiinikatu
- Pohjoinen Makasiinikatu
- Eteläesplanadi
- Place du Marché,
- Pohjoisesplanadi
- Aleksanterinkatu
- Place du Sénat
- Hallituskatu,
- Yliopistonkatu
- Kirkkokatu
- Rauhankatu
- Yrjö-Koskisen katu,
- Varsapuistikko,
- Kaisaniemenkatu,
- Liisankatu,
- Jardin botanique de l'université
- Siltavuorenpenger
- Siltavuorenranta, Kaisaniemenranta